# Der Wanderer

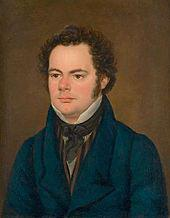
Franz Schubert door Franz Eybl (1827)

Der Wanderer (D 489) is een lied gecomponeerd door Franz Schubert.
Schubert schreef het lied in oktober 1816 voor stem en piano. Een nieuwe versie werd gepubliceerd mei 1821 als opus 4, nummer 1. Het lied is de toonzetting van een gedicht van Georg Philipp Schmidt (1766-1849), zijn meest bekende gedicht. Het lied staat in Cis-klein met als tempo sehr langsam en de  maataanduiding is alla breve. Het stuk telt 72 maten.  
Schubert schreef in 1819 nog een lied getiteld "Der Wanderer" (D 649), gepubliceerd in 1826, naar een gedicht van Friedrich von Schlegel, verschenen in 1802. 

## Beschrijving in detail vanDer Wanderer
Het lied begint met een beschrijvend recitatief : bergen, een nevelige vallei en de branding van de zee. De persoon van de trek- of zwerftocht beweegt zich werktuigelijk voort, zich ongelukkig voelend en vraagt zich voortdurend al zuchtend af: "Waarheen?"
Het daarop volgend gedeelte, een 8 maten tellende langzame melodie, pianissimo gezongen, handelt over de beleving van deze protagonist : de zon komt hem koud voor en de bloesem verdort al, het leven toont zich allesbehalve jeugdig. Hij voelt zich waar hij ook komt een vreemdeling. Dit gedeelte van 8 maten gebruikte Schubert later als thema voor zijn Wanderer Fantasy.
Vervolgens gaat de muziek over in E-groot, het tempo neemt toe en de maataanduiding verandert naar 6/8. De figuur vraagt zich af: "O land, waar ben je?". Het oord waar hij naar verlangt, wordt omschreven als groen van hoop alwaar rozen bloeien, vriendschap bestaat en waar de doden terugkomen, en ten slotte zijn eigen taal gesproken wordt. De muziek wordt heel levendig en komt tot een climax.
Aan het eind valt de muziek weer terug op het oorspronkelijke mineur en het langzame tempo. Nadat de vraag ”Waarheen?” uit het begin gesteld is, besluit het lied uiteindelijk met de influistering: "Daar waar je niet bent, daar bestaat het geluk." Het lied besluit in E-groot.

## Liedtekst
| Der Wanderer | |
| --- | --- |
| Ich komme vom Gebirge her, Es dampft das Tal, es braust das Meer. Ich wandle still, bin wenig froh, Und immer fragt der Seufzer, wo? Die Sonne dünkt mich hier so kalt, Die Blüte welk, das Leben alt, Und was sie reden, leerer Schall; Ich bin ein Fremdling überall. Wo bist du, mein geliebtes Land? Gesucht, geahnt, und nie gekannt! Das Land, das Land so hoffnungsgrün, Das Land, wo meine Rosen blühn. Wo meine Träume wandeln gehn, Wo meine Toten auferstehn, Das Land, das meine Sprache spricht, O Land, wo bist du? Ich wandle still, bin wenig froh, Und immer fragt der Seufzer, wo? Im Geisterhauch tönt's mir zurück: "Dort, wo du nicht bist, dort ist das Glück." ~ | Ik daal de berg af naar benee, In ‘t nevelig dal hoor ik de zee, Ik trek maar voort, voel mij niet blij, En altijd hoor ik “Waarheen?” in mij. Het zonlicht lijkt mij hier zo koud, De bloesem mat, het leven oud, En wat zij spreken, hol geschal; Ik ben een vreemde overal. Waar ben je, mijn geliefde land? Gezocht, vermoed en nooit beland! Dat land, het land dat hoop doet groeien, Dat land, alwaar de rozen bloeien. Waar al mijn dromen vrijuit gaan, Waar ook mijn doden op gaan staan, Het land, dat ook mijn taal verstaat, O land, waar ben je? Ik trek maar voort, voel mij niet blij, En altijd hoor ik “Waarheen?” in mij. Gefluisterd krijg ik dan terug: “Daar, waar je niet bent, daar is het geluk.” Vertaling August Agasi, 2021 |